# Bono on Bono
Bono on Bono, conversations with Michka Assayas – wywiad rzeka stanowiący zapis rozmów między Bono, wokalistą grupy U2, a francuskim dziennikarzem muzycznym i pisarzem Michką Assayasem. Opublikowana została 6 czerwca 2005 przez wydawnictwo Hodder & Stoughton. Bono opowiada o m.in. swoim życiu, twórczości, przemyśleniach oraz zainteresowaniach. Wydanie angielskie składa się z 17 rozdziałów i liczy 326 stron (ISBN 0-340-83276-2).

## Rozdziały
1. "Stories to tell that are not songs"
2. "Never trust a performer"
3. "Everybody gets out of here alive"
4. "Who's the Elvis here?"
5. "The shortest chapter in the book"
6. "The tattooist"
7. "At the bottom of the glass"
8. "The occasional missing leg"
9. "Thou shalt not go to America"
10. "My life as a disaster groupie"
11. "Add eternity to that"
12. "The girl with the beard"
13. "5 Thirteen is an unlucky number"
14. "I am never going to fit Tutankhamon's Coffin"
15. "From the tents of Amhara to sleeping in Brezhnev's bed"
16. "Faith versus luck"
17. "Tidying my room"